# Философский энциклопедический словарь
Философский энциклопедический словарь — энциклопедический однотомный справочник на русском языке, в котором собрана информация по вопросам, касающимся различных сторон философии.

## История
В СССР в 1983 году было подготовлено и выпущено издание словаря тиражом 150 тысяч экземпляров. Издательство — «Советская энциклопедия».
В философском энциклопедическом словаре, включающем около 2000 статей, освещаются проблемы диалектического и исторического материализма, философские вопросы естествознания, социология, этика, эстетика, философские проблемы психологии, логики, атеизма, религии, дана панорама мирового развития философии. Большое число статей посвящено философам, социологам, психологам, повлиявшим на развитие философии и всей общественной мысли. (Аннотация издания)
В 1989 году переиздан.
В 2004 году издательством «Гардарики» выпущено издание «Философия. Энциклопедический словарь» под редакцией А. А. Ивина (ISBN 5-8297-0050-6)

## Главная редакция
- Л. Ф. Ильичёв — главный редактор
- П. Н. Федосеев, С. М. Ковалёв, В. Г. Панов

## Библиографические данные
Философский энциклопедический словарь / Гл. редакция: Л. Ф. Ильичёв, П. Н. Федосеев, С. М. Ковалёв, В. Г. Панов. — М.: Советская энциклопедия, 1983. — 840 с. — 150 000 экз.
Издание 1989 года: ISBN 5-85270-030-4 (ISBN 978-5-85270-030-8)
УДК 1(03)